# みながわ千遥
みながわ 千遥（みながわ ちはる、1997年12月28日 - ）は、日本のAV女優。DINO所属。

## 経歴
2019年2月7日、一部収録チャプターが異なる【はにかみ版】【なでしこ版】の2形態、さらにVR作品でAVデビュー。
2019年11月の発売作品をもってSOD Starを卒業。
2020年2月、事務所を移籍し今井ひまり（今井妃茉）に改名。マドンナにレーベルも移籍する。

## 人物
富山県の寒村出身。
中学校時代からEカップありコンプレックスだったが、Fカップを超えたあたりから周囲に褒められるようになった。学生時代はバレーボールに打ち込んでいたが、胸が邪魔になるため晒をまいていた。
初体験は高校1年生。
高校卒業後、金沢市内の旅館で仲居として勤務していた。
従兄弟のコレクションでAVを知り、留学費用をためるためにAV出演を決めた。
自他ともに認めるアナログ人間。デビューするまでLINEやツイッターなどSNSはアカウントを取っても更新をほとんどしておらず、周囲から心配されるほどだった。2019年2月2日から仕事の宣伝のためにツイッターを開始。
デビュー以来パイパンで、デビュー作では「置いてきた」と表現している。
AV男優の森林原人は、エロくてやる気がありメモを取るほど勉強熱心な様から「2019年の最優秀女優賞」とその姿勢をほめている。
趣味は筋トレ、美容、海外ドラマ、洋楽。おっとりした外見だが前述したバレーボールに加え、体操競技を13年、水泳を6年習っていた。

## 映像作品

### アダルトビデオ

#### みながわ千遥 名義
「SODクリエイト」専属
- 【なでしこ版】新人デビュー みながわ千遥（ちはる）21歳（2月7日）
- 【はにかみ版】新人デビュー みながわ千遥（ちはる）21歳（2月7日）
- まるごと初体験ダラケ。8コーナー4本番4時間 みながわ千遥（3月7日）
- 初めての大量激ピストンエビ反り絶頂痙攣アクメ みながわ千遥（4月11日）
- 献身風俗嬢の愛ある騎乗位ご奉仕セックス みながわ千遥（5月9日）
- 旅行中にフラれたボクを優しく癒してくれる愛しの温泉仲居さん 完全主観接客 みながわ千遥（6月6日）
- 狙われた巨乳看護師 執拗なまでに舐めまわされた白い肌 みながわ千遥（7月11日）
- ナマ派 初中出し解禁 みながわ千遥 (8月8日)
- SODstar 11 SEX BUBBLE PARTY 2019 ～プールで感度アゲアゲイキまくり編～ (9月12日) 共演:紗倉まな、古川いおり、市川まさみ、戸田真琴、竹田ゆめ、小倉由菜、本庄鈴、唯井まひろ、七海ティナ、小泉ひなた ※Blu-ray  同時発売
- 童貞のフリした絶倫兄弟が姉の友達にハードピストン 連続中出し痙攣爆イキ大絶頂 (9月12日)
- みながわ千遥ちゃん タオル一枚男湯入ってみませんか? HARD (10月10日)
- 45日間禁欲生活…のち、性欲バースト12発中出し (11月7日)
- SODstar 10 SEX AFTER PARTY 2019 ～クラブでハメハメヌキまくり編～ (11月21日) 共演:紗倉まな、古川いおり、市川まさみ、戸田真琴、小倉由菜、本庄鈴、唯井まひろ、七海ティナ、小泉ひなた ※Blu-ray  同時発売

#### 今井ひまり 名義
「マドンナ」専属期間
- Hカップ美女電撃専属第一弾!! 向かい部屋の人妻 今井ひまり（3月7日）
- 中出しまでのカウントダウン。 専属Hcupグラマラス第二弾!! 今井ひまり（4月7日）
- 通い妻が義理の父親の介護でよがる、騎乗位接吻（5月7日）

### イメージビデオ
みながわ千遥 名義
- Chiharu gift for you (2019年8月15日、Rebecca) ※Blu-ray 同時発売

### VR

#### みながわ千遥 名義
「SODクリエイト」専属期間
- 最高級の神スタイル! Hカップ美女みながわ千遥 美巨乳に顔をうずめて窒息寸前! ローションパイズリに唾垂らし覆いかぶさりおっぱい密着手コキ キスたっぷり見つめ合い囁きイチャイチャVRセックス（2月7日）
- ローションイベントでヌルヌルになった美肌Hカップを責めたら敏感に反応して気持ちよくなってしまい禁止と知らずそのまま本番行為を受け入れちゃう無垢で純粋な新人おっパブ嬢（4月12日）
- 超大型連休G.WスペシャルJOI 10日間毎日日替わりでオナニー指示してもらえるVR!（4月26日）※オムニバス作品、他出演13名
- 脳までとろける極上洗体とオイルマッサージで神経をメロメロにされ尽くされながら、こっそりセックスまでさせてくれる全身シャンプー洗体 みながわ千遥（5月24日）
- ネトラセルVR（6月21日）
- 【リアルシ●タ体験】Hカップ肉感ボディのシ●タコンお姉さんの【HQ高画質おっぱい】を至近距離で堪能しながらたくさんぴゅぴゅと精通されてしまうVR（9月26日）
- 彼女と旅行に行ったら、仲居をしている元カノとまさかの再会!嫉妬した元カノに求められて…絶対に声は出せない復縁SEX（10月21日）
- 尾行VR【追跡バック視点×HQ超高画質】巨乳女教師に後ろから無理やりねじ込む!好き放題バック膣奥中出しできるVR（10月28日）
- リアル同棲彼女 めちゃくちゃ美巨乳なみながわ千遥ちゃんが僕のことを大好きでしかも超エッチ!こんなおっぱいの子と一緒に住んだら毎日楽しく揉みっぱなしでエッチもヤリまくりの究極ラブラブ同棲日記（11月28日）

## 書籍・出版物

### 写真集
みながわ千遥 名義
- center position（2019年8月25日、彩文館出版、撮影：ALEX WON）ISBN 978-4775606148

### 雑誌
みながわ千遥 名義
- 月刊FANZA 2019年6月号（ジーオーティー）- インタビュー

## 出演

### ラジオ
- とにかく明るい安村のとにかく丸裸（2019年8月10日、24日、文化放送）

### ゲーム
- 龍が如く7 光と闇の行方（2020年1月16日、PlayStation 4、セガゲームス）乙姫ランド・ソープ嬢、みながわ千遥 役 ※写真のみの出演